# La Unión (comuna)
La Unión es una comuna parte de la Provincia del Ranco en la Región de Los Ríos, en la zona sur de Chile.
Está ubicada a 40 km al norte de Osorno, y a 80 km al sureste de Valdivia. La comuna tiene 2136,7 km² de superficie, y 38 036 habitantes.

## Historia
Su nombre está tomado del accidente geográfico más saliente de la zona: la confluencia de los ríos llollelhue y Radimadi, afluentes del río Bueno.
Otra postura que ha surgido en torno al nombre, es que La Unión es la traducción del mapudungún de la palabra dagllipulli o daglipulli, nombre original del territorio donde se emplaza la ciudad, que significa «Unión de Espíritus», y el nombre Daglipulli es el que tenía la Misión Católica cercana a la actual ciudad, cuya iglesia fue destruida por un incendio, existiendo en la actualidad solo el cementerio con ese nombre.

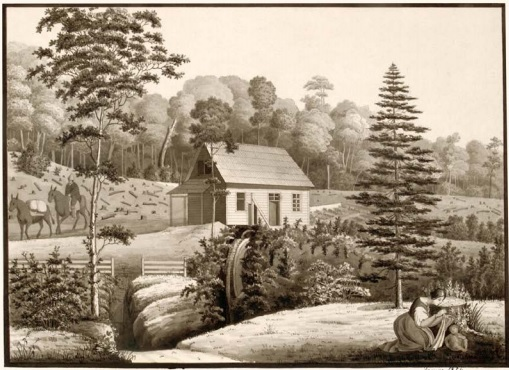
Fundo San Juan en La Unión hogar de la familia Philippi en 1856

En 1821, el entonces Supremo Gobierno liderado por Bernardo O'Higgins, pidió a Cayetano Letelier, gobernador de Valdivia, que estableciera una ciudad en el sector en ese tiempo conocido como «El Llano», ubicado a 10 km de la actual ciudad. La nueva localidad fue llamada «Villa Libre de San Juan». No obstante, La Unión como tal fue fundada oficialmente en 1827, a través de la firma del decreto autorizado por la Asamblea Provincial de Valdivia.
En 1851 llegó a vivir al Fundo San Juan el famoso científico prusiano Rodolfo Amando Philippi, invitado por su hermano Bernardo.
Con el pasar de los años la ciudad fue conocida por sus cervecerías, curtiembre, molinos (Molinos Grob, Hoppe, Zarges), industria láctea (Colún) y fábrica de lino (Linos La Unión). El Banco de Osorno y La Unión fueron testimonios de una época de prosperidad de la ciudad. Aún se conservan vestigios de la arquitectura aportados por los colonos alemanes avecindados en la zona.
En 2007, junto con la creación de la Región de Los Ríos, que la independiza de la Región de Los Lagos, se establece su Provincia del Ranco, a la cual pertenecen actualmente la comuna de La Unión que es la Capital Provincial, Comuna de Futrono (a 88,6 km), Comuna de Lago Ranco (a 54,5 km) y Comuna de Río Bueno (a 10,5 km).

## Medio ambiente

### Geomorfología y componentes abióticos

Trazado simplificado de los ecosistemas y cuerpos de agua presentes en la comuna de La Unión.

La comuna de La Unión se encuentra emplazada en las unidades geomorfológicas de Llano central con morrenas y conos, Planicie marina o fluviomarina, lagos de barrera morrénica y Cordillera de la costa; y presenta según la clasificación climática de Köppen clima templado lluvioso (Cfb), clima templado lluvioso con leve sequedad estival (Cfb (s)), clima templado lluvioso con leve sequedad estival e influencia costera (Cfb (s) (i)) y clima templado lluvioso frío con leve sequedad estival (Cfc (s)). Esta además se halla entre las cuencas hidrográficas de Costeras entre el río Valdivia y río Bueno, Cuencas e islas entre río Bueno y río Puelo, río Bueno y río Valdivia. Además, la comuna posee diversos cuerpos de agua, entre los que se destacan el lago Ranco, laguna Colún y laguna Colún; y río Bueno, río Colún, río Futa, río Huequecura, río Llollehue, río Los Patos, río Radimadi y río Ralitran.

### Componentes bióticos
Dentro del territorio de la comuna se pueden hallar los siguientes ecosistemas:
- Bosque caducifolio templado donde predominan Nothofagus obliqua y Laurelia sempervirens (En peligro)
- Bosque laurifolio templado costero donde predominan ‘‘Weinmannia trichosperma’‘ y ‘‘Laureliopsis philippiana’‘ (Preocupación menor)
- Bosque laurifolio templado interior donde predominan Nothofagus dombeyi y Eucryphia cordifolia (Preocupación menor)
- Bosque resinoso templado costero donde predomina Fitzroya cupressoides (Preocupación menor)

### Medidas de protección ambiental y conflictos socioambientales
Hasta 2022, la comuna de La Unión cuenta con las siguientes zonas que poseen algún nivel de protección ambiental:
- Cordillera de la costa (Sitios ERB y Sitios Ley 19.300)[13][14]
- Corredor Andino Lago Huishue-Lago Riñihue (Cuenca*) (Sitios ERB)[15]
- Corredor ribereño Río Bueno (Sitios ERB)[16]
- Parque Nacional Alerce Costero (Parque Nacional)[17]
- Raulintal (Iniciativa de Conservación Privada)[18]
- Reserva Costera Valdiviana (Iniciativa de Conservación Privada)[19]

## Administración
El actual alcalde de La Unión es Aldo Pinuer Solís, independiente dentro del pacto Chile Vamos y primer alcalde evangélico de la comuna, quien fue elegido en las elecciones municipales de Chile de 2016 para ejercer entre diciembre de 2016 y diciembre de 2020. Es asesorado por el concejo:
- Mario Cumián Portales (PDC)
- Andrés Reinoso Carrillo (PS)
- Saturnino Quezada Solis (RN)
- Matías Velásquez Flores  (Evópoli)
- Victor Vera Calfueque (Ind./UDI)
- Felipe Cañoles Cañoles (PPD)

## Economía
En 2018, la cantidad de empresas registradas en La Unión fue de 829. El Índice de Complejidad Económica (ECI) en el mismo año fue de 0,52, mientras que las actividades económicas con mayor índice de Ventaja Comparativa Revelada (RCA) fueron Fabricación de Hilos y Cables Aislados (1566,57), Elaboración de Leche, Mantequilla, Productos Lácteos y Derivados (108,35) y Servicio de Corte y Enfardado de Forraje (59,63).

### Turismo
Por su cercanía al lago Ranco, la ciudad está rodeada de hermosos parajes y balnearios, por ejemplo, el balneario de Puerto Nuevo a 45 km de la ciudad. También se destaca el puerto de Trumao, a pocos kilómetros de la ciudad, donde se puede cruzar y navegar el río Bueno en balsa o visitar la Misión de Trumao y su característica iglesia.
Empresas turísticas ofrecen circuitos de navegación por el río Bueno hasta su desembocadura en el Océano Pacífico, excursiones al parque nacional Alerce Costero, donde es posible encontrar alerces de más de 3000 años, actividades de agroturismo, y alojamiento en casas patrimoniales construidas por colonos alemanes.

## Cultura
La Municipalidad de La Unión organiza, desde hace algunos años, el Festival del Alerce Milenario de La Unión, que busca estimular a los autores, compositores e intérpretes en la creación y difusión de la música folclórica nacional.

## Deportes

### Fútbol
En la historia, la comuna de La Unión ha tenido a dos clubes participando en los Campeonatos Nacionales de Fútbol en Chile.
- Deportes La Unión (Tercera División 1989-1991 y 1996).
- Provincial Ranco (Tercera División B 2018-presente).

### Ciclismo
La comuna cuenta con el Club de Ciclismo de Montaña de La Unión, el cual ha obtenido buenos resultados a nivel regional y nacional.

## Medios de comunicación

### Radioemisoras
FM
- 88.1 MHz - Radio Uno Latina
- 91.5 MHz - Radio FM Mundo Joven
- 95.9 MHz - Más Radio
- 101.1 MHz - Radio 101
- 102.5 MHz - Radio Nuevo Tiempo
- 106.1 MHz - Radio Tornagaleones
- 107.3 MHz - Radio Israel

AM
- 820 kHz - Radio Concordia